# Лэй Шэн
Лэй Шэн (кит. упр. 雷声, пиньинь Léi Shēng, род. 7 марта 1984 года) — китайский фехтовальщик на рапирах, олимпийский чемпион 2012 года в личном первенстве.

## Биография
Лэй Шэн родился в 1984 году в Тяньцзине, в 1987 году переехал с родителями в Гуанчжоу. С 1994 года начал заниматься фехтованием в Гуанчжоуской спортшколе. В 2000 году вошёл в сборную провинции Гуандун, в ноябре 2002 — в национальную сборную.
В 2006 году Лэй Шэн завоевал бронзовую медаль Азиатских игр в личном первенстве и золотую — в командном, в 2010 году повторил это достижение. В 2012 году он завоевал золотую медаль на Олимпийских играх в Лондоне.